# Grądzkie Ełckie
Grądzkie Ełckie – wieś w Polsce położona w województwie warmińsko-mazurskim, w powiecie ełckim, w gminie Kalinowo. W latach 1975–1998 miejscowość administracyjnie należała do województwa suwalskiego.

## Historia
Wieś założona w XVI w. na prawie chełmińskim. 
W 1938 r. ówczesne władze hitlerowskie, w ramach akcji germanizacyjnej, zmieniły urzędowa nazwę wsi na Steinkendorf. 
W 1970 wieś należała do gromady Borzymy. 